# Municipio de Rock Creek (condado de Wilkes)
El municipio de Rock Creek (en inglés: Rock Creek Township) es un municipio ubicado en el  condado de Wilkes en el estado estadounidense de Carolina del Norte. En el año 2010 tenía una población de 6.046 habitantes.

## Geografía
El municipio de Rock Creek se encuentra ubicado en las coordenadas 36°13′59.48″N 81°5′10.29″O / 36.2331889, -81.0861917.